# Ян Чень (борчиня)
Ян Чень (кит.: 杨晨; нар. 14 лютого 1988) — китайська борчиня вільного стилю, срібна призерка чемпіонату Азії.

## Життєпис
Боротьбою почала займатися з 2000 року.
У 2011 році на чемпіонаті Азії в Ташкенті здобула срібну нагороду, поступившись у фіналі японській борчині Мацукаві Тікако.
Наступного року намагалась пробитись на Літні Олімпійські ігри 2012 року в Лондоні через кваліфікаційний турнір, але посіла лише п'яте місце і не потрапила на Олімпіаду.
Виступала за борцівський клуб Пекіна. Тренер — Вон Сіншен.

## Спортивні результати на міжнародних змаганнях

### Виступи на Чемпіонатах світу
| Змагання                        | Збірна | Вагова категорія          | Місце |
| ------------------------------- | ------ | ------------------------- | ----- |
| Чемпіонат світу з боротьби 2011 | КНР    | жіноча боротьба, до 59 кг | 12    |
| Чемпіонат світу з боротьби 2012 | КНР    | жіноча боротьба, до 55 кг | 8     |
| Чемпіонат світу з боротьби 2013 | КНР    | жіноча боротьба, до 59 кг | 18    |

### Виступи на Чемпіонатах Азії
| Змагання                       | Збірна | Вагова категорія          | Місце  |
| ------------------------------ | ------ | ------------------------- | ------ |
| Чемпіонат Азії з боротьби 2011 | КНР    | жіноча боротьба, до 55 кг | Срібло |

### Виступи на Кубках світу
| Змагання                    | Збірна | Вагова категорія          | Місце |
| --------------------------- | ------ | ------------------------- | ----- |
| Кубок світу з боротьби 2012 | КНР    | жіноча боротьба, до 55 кг | 7     |

### Виступи на інших змаганнях
| Змагання                                                     | Збірна | Вагова категорія          | Місце |
| ------------------------------------------------------------ | ------ | ------------------------- | ----- |
| Олімпійський кваліфікаційний турнір з боротьби 2012 (Астана) | КНР    | жіноча боротьба, до 55 кг | 5     |